# Донгхой (летище)
Донгхой (на английски: Dong Hoi; на виетнамски: Cảng hàng không Đồng Hới или Sân bay Đồng Hới) – международно летище, разположено на 6 километра северно от Донгхой, което е съседно с Куанг Бин, Виетнам. Оборудвано с една писта 4C клас, която има дължина 2400 м и широчина 45 м. Покритието – бетон, което позволява приземяване на самолети Ан-24, Ту-134, Ту-154, Як-40, Як-42, Еърбъс A321 с максимален товар 100 тона.
Юли 2004 – Започва работа във връзка със строителството на нов пасажерски терминал.